# Contea di Shanghang
La contea di Shanghang (上杭县S, Shàngháng XiànP) è una contea della Cina, situata nella provincia del Fujian.